# Municipio de Highland (condado de Chester)
El municipio de Highland (en inglés: Highland Township) es un municipio ubicado en el condado de Chester en el estado estadounidense de Pensilvania. En el año 2000 tenía una población de 1125 habitantes y una densidad poblacional de 25.2 personas por km².

## Geografía
El municipio de Highland se encuentra ubicado en las coordenadas 39°56′16″N 75°54′00″O / 39.93778, -75.90000.

## Demografía
Según la Oficina del Censo en 2000 los ingresos medios por hogar en la localidad eran de $55 500 y los ingresos medios por familia eran de $61 875. Los hombres tenían unos ingresos medios de $39 318 frente a los $30 114 para las mujeres. La renta per cápita de la localidad era de $24 113. Alrededor del 6,1% de la población estaba por debajo del umbral de pobreza.